# Rocco Papaleo
Rocco Antonio Papaleo (Lauria, 16 août 1958) est un acteur, réalisateur de cinéma, humoriste et musicien italien.

## Biographie
Rocco Papaleo  est né à Lauria, une petite ville dans la region de la Basilicate, fils unique d'un employé des impôts et d'une femme au foyer.
Il s'installe à Rome pour étudier les mathématiques à l'université, tout en travaillant comme plongeur. Il abandonne l'université pour rejoindre l'école de théâtre et fait ses débuts théâtraux en 1984 dans la pièce Lauria Swing Story, écrit et réalisé par lui-même.
En 1989 il participe à la série télévisée Classe di ferro de Bruno Corbucci et il fait sa première apparition cinématographique dans Il male oscuro, réalisé par Mario Monicelli en 1990. Il a longtemps collaboré aux films de Leonardo Pieraccioni et Giovanni Veronesi. En tant qu'acteur, il a joué dans des films comme Amalfi: Rewards of the Goddess (2009) de Hiroshi Nishitani, Che bella giornata (2011) de Gennaro Nunziante, Nessuno mi può giudicare (2011) de Massimiliano Bruno et Pinocchio (2019) de Matteo Garrone. Il est apparu dans la mini-série Le Cri de Hervé Baslé, sorti en France en 2006.
Il a fait ses débuts en tant que réalisateur dans le film Basilicata coast to coast (2010), remportant le Ruban d'argent et le David di Donatello du meilleur jeune réalisateur.
Il a présenté le Festival de Sanremo de 2012 avec Gianni Morandi et Ivana Mrazova.
Il a également enregistré deux disques du genre swing, Che non si sappia in giro (1997) et La mia parte imperfetta (2012). 
Occasionnellement doubleur, il a prêté la voix à Mangiafoco et Sergey dans les films d'animation Pinocchio (2012) et Pourquoi j'ai pas mangé mon père (2015).

## Filmographie partielle

### Comme acteur
- 1990 : Il male oscuro de Mario Monicelli
- 1994 : Les Yeux fermés (Con gli occhi chiusi) de Francesca Archibugi
- 1995 : I laureati de Leonardo Pieraccioni
- 1995 : Ferie d'agosto de Paolo Virzì
- 1998 : Viola bacia tutti de Giovanni Veronesi
- 1998 : Del perduto amore de Michele Placido
- 1999 : La bomba de Giulio Base
- 2002 : Volesse il cielo! de Vincenzo Salemme
- 2003 : Il paradiso all'improvviso de Leonardo Pieraccioni
- 2003 : Il pranzo della domenica de Carlo Vanzina
- 2004 : Che ne sarà di noi de Giovanni Veronesi
- 2005 : Ti amo in tutte le lingue del mondo de Leonardo Pieraccioni
- 2006 : Commediasexi d'Alessandro D'Alatri
- 2007 : Una moglie bellissima de Leonardo Pieraccioni
- 2008 : Le Piquant de la vie de Dolores Payas
- 2009 : Cado dalle nubi de Gennaro Nunziante
- 2009 : Io & Marilyn de Leonardo Pieraccioni
- 2009 : Amalfi: Rewards of the Goddess d'Hiroshi Nishitani
- 2010 : Basilicata coast to coast de lui-même
- 2010 : Due vite per caso d'Alessandro Aronadio
- 2011 : Che bella giornata de Gennaro Nunziante
- 2011 : Finalmente la felicità de Leonardo Pieraccioni
- 2011 : Nessuno mi può giudicare de Massimiliano Bruno
- 2012 : È nata una star? de Lucio Pellegrini
- 2012 : Viva l'Italia de Massimiliano Bruno
- 2013 : Una piccola impresa meridionale de lui-même
- 2014 : Un boss in salotto de Luca Miniero
- 2014 : La buca de Daniele Ciprì
- 2014 : La scuola più bella del mondo de Luca Miniero
- 2014 : Confusi e felici de Massimiliano Bruno
- 2014 : Il nome del figlio de Francesca Archibugi
- 2016 : Onda su onda de lui-même
- 2018 : Moschettieri del re: La penultima missione de Giovanni Veronesi
- 2019 : Pinocchio de Matteo Garrone
- 2019 : Il grande spirito de Sergio Rubini
- 2020 : Tutti per uno, uno per tutti de Giovanni Veronesi
- 2021 : Si vive una volta sola de Carlo Verdone
- 2023 : Scordato de lui-même
- 2024 : Un altro ferragosto de Paolo Virzì
- 2025 : Follemente de Paolo Genovese

### Comme réalisateur
- 2010 : Basilicata coast to coast
- 2013 : Una piccola impresa meridionale
- 2016 : Onda su onda
- 2023 : Scordato

## Télévision
- 1989-1991 : Classe di ferro
- 1992 : Quelli della speciale
- 2000 : Padre Pio - Tra cielo e terra
- 2000 : Vola Sciusciù
- 2000 : Giornalisti
- 2004 : Cuore contro cuore
- 2006 : Le Cri
- 2012 : Festival de Sanremo

## Discographie
- 1997 : Che non si sappia in giro (BMG Ricordi)
- 2012 : La mia parte imperfetta (Sony Music Entertainment)